# Akatsuki
Akatsuki er en fiktiv organisation i manga og anime-serien Naruto, bestående af S-Rang Mis-Ninja'er og er den mest eftersøgte gruppe i hele Shinobi-verdenen. Deres primære mål er, at samle alle de halede dæmoner til deres plan over verdensherredømmet. Så selvom deres rolle i 1. del af serien var yderst begrænset bliver de det primære omdrejningspunkt i 2. del (Shippuden).
Akatsuki består af 9 medlemmer, hvor alle er klassificeret S-Rangs kriminelle (S-Rang er ninja'er af højere grad end Jounin'er og på niveau med ANBU) fra deres respektive byer. Medlemmerne arbejder altid i hold af to, med undtagelse af Zetsu, der fungerer som spion og bruger sine unikke evner til sine kammeraters fordel. Holdkammeraterne skal fungere mere end blot optimalt, eller som udgangspunkt udføre deres missioner – også selvom de har problemer med hinanden. De er meget sjældent samlet, hvilket ses, da de i slutningen af 1. del siger, at det er første gang de alle er mødtes i 7 år.
Akatsuki dækker meget over flere forskellige lande, med agenter rundt omkring. Når et hold finder en af de halede dæmoner og er begyndt at forsegle det, har de flere forskellige skjulte gemmesteder, til at udføre den tre dage lange jutsu.

## Mål

### Primære mål
Selvom nogle af medlemmer sluttede sig til Akatsuki for egne mål, er alle samlet om det fælles mål at få verdensherredømmet . Deres leder har nævnt en 3-skridts proces til deres mål. Først skal de have en masse penge til at supportere deres organisation. Herefter skal de opbygge loyale handelsgrupper, der kun arbejder for Akatsuki. For at opbygge deres rygte vil de acceptere alle missioner under den sædvanlige betaling og lever derefter af første del af planen. Da der heller ikke har været krig i lang tid, kan de store shinobibyer ikke konkurrere med Akatsuki's priser, hvilket fører til, at de mindre byer vil hyre Akatsuki.
Ved at bruge de halede dæmoner vil starte en krig og med det samme standse dem, så de bliver berømte og alle vil regne med dem og få alle støtte. Herefter vil de andre shinnobibyer kollapse pga. svækket økonomi. Herefter vil Akatsuki være den eneste større shinobistyrke og vil med nemhed kunne overtage alle landene. Medlemmerne kendte dog ikke til denne plan, da de sluttede til Akatsuki; Hidan fandt ikke ud af det, før han havde været medlem i et stykke tid.
De halede dæmoner, de ni gigantiske dæmoner med utrolig styrke, er det største fokus og det er hvad Akatsuki bruger det meste af deres skærmtid på. Hvert medlem er sat på at fange en at de ni dæmoner i live, eller, som i de fleste tilfælde, den person hvor dæmoner er besejlet i. Akatsuki har forseglet syb af de ni dæmoner før starten på den Fjerde store Shinobi Verdenskrig . 

### Madaras mål
Siden de tidligste år Konoha har eksisteret, har Madara Uchiha vist stor interesse i at ødelægge den, pga. sin klans forræderi og sit nederlag til Hashirama Senju, den Første Hokage. Han har også sagt, at han vil have folk til at anse Uchiha-klanen og han vil bruge Sasuke til dette. Et anden af Madaras mål er, at blive ét med alle de halede dæmoner. Det er en del af hans plan til Månens Øje planen, hvor han samler alle de halede dæmoner og smelter dem til den Ti-halede dæmon og bliver dens Jinchuriki (en person, der har en halet dæmon besejlet i sig), så han kan kaste en evig Tsukuyomi fra månen på Jorden. Lige nu har månen den Ti-halede dæmon forseglet i sig af Kongen af de 6 veje, der brugte Chibaku Tensei (en jutsu Nagato også besidder, der skaber et tyngdepunkt og absorberer alt materiale (jord, træer, mennesker) i en kugle. På denne måde lavede han Månen). Madara erklærer krig mod Shinobi-nationerne til de Fem Kagers Samråd, hvor han forklarer planen for dem samtidig.

### Pains mål
Pain gik senere i detaljer om sin plan med de halede dæmoner. De skulle skabe en dødelig Kinjutsu (forbudt teknik) som skulle kunne udrydde en af de 5 ninja nationer i ét hug, så hvis nogle lande ville i krig og de ikke havde en ninjaby der kunne kæmpe for dem, kunne de bruge Akatsuki og deres "våben". De, der hyrede Pain, ville have sin fjende udslettet og skræmme andre lande til at starte en krig imod sig, i frygt for, at det samme skulle ske mod dem. Med en sådan frygt ville ingen erklære krig, og skulle de gribe til våben igen, ville "våbnet" blive brugt igen. Dette ville dog kun skabe små perioder med fred i en endeløs kæde af had .

### Itachis mål
Efter Uchiha Massakren og have forladt Konoha, fortsatte Itachi med at beskytte byen ved at slutte sig til Akatsuki og holde øje med dem, og Sasuke udefra. Han havde ingen interesse i de halede dæmoner, men brugte sin "officielle mission", at fange den ni-halede ræv, som undskyldning for at vise sig i Konoha. Men på denne måde videregav han informationer til Konoha om Akatsuki og han forsøgte også at dræbe Madara gennem Sasuke. Før sin død, gav Itachi Naruto nogle af sine "kræfter" med ordene, at de skulle bruges til at beskytte Konoha og Sasuke, hvis Sasuke skulle planlægge at ødelægge byen.

## Kendetegn
Akatsuki medlemmerne har næsten samme tøjstil, hvilket afslører dem, hvis de viser sig. De bærer lange, sorte kapper med røde skyer på og høj krave (dog ses Madara bære en med hætte). Alle har farvet negle og de ses også med en konisk stråhat, med aflange silkestykker der dækker deres ansigter. Deres hatte bruges til at bevæge sig rundt blandt andre mennesker, så de ikke genkendes, eller når det regner. Nogle medlemmer bærer deres bys pandebånd med en streg henover for at vise, at de ikke længere har noget med byen at gøre. De bærer også alle en ring med symbol på.

### Akatsuki medlemmer og ringpositioner
Akatsuki medlemmerne sætter høj pris på deres ringe. Der er alt i alt 10 ringe, én til hvert hovedmedlem af Akatsuki (selvom der aldrig har været mere end 9 på samme tid). Ringene vises som ens medlemskab af Akatsuki og da Orochimaru forlod organisationen tog han sin ring med sig  og den kan ikke erstattes . Ringenes formål er endnu ikke afsløret.
De 10 ringe er som følger 
- Højre tommel, båret af Pain
- Højre pege, båret af Deidara
- Højre lange, båret af Konan
- Højre ringe, båret af Itachi Uchiha
- Højre lille, båret af Zetsu
- Venstre lille, båret af Orochimaru
- Venstre ringe, båret af Kisame Hoshigaki
- Venstre lange, båret af Kakuzu
- Venstre pege, båret af Hidan
- Venstre tommel, båret først af Sasori og senere af Tobi / Madara Uchiha

I del II allierer Taka sig med Akatsuki. De bærer de samme kapper, men har hætter i stedet for høje kraver. Ingen af dem har pandebånd, farvet negle eller ringe, hvilket viser, at de er uofficielle medlemmer af Akatsuki. Deres loyalitet til Akatsuki er også yderst begrænset, da Sasuke siger, at han kun bruger Akatsuki og han dropper dem helt, når de har ordnet Killer Bee. Madara truer derefter med at dræbe dem, hvis de svigter ham.

## Medlemmer
Akatsukis medlemmer er alle S-Rang kriminelle, altså mis-ninja'er, som er flygtet fra deres oprindelige byer af egne grunde. Det skal dog nævnes, at Pain og Konan ikke er mis-ninja'er, da de har deres egen by, som er anerkendt af resten af Shinobi verdenen. Der nævnes også, at Kakuzu har en dårlig vane med at dræbe sine partnere før i tiden, men ingen er blevet vist før Hidan. Lige nu er Obito og Zetsu de eneste tilbageværende medlemmer.

### Liste over medlemmer
- Deidara (Død, ikke erstattet)
- Hidan (Levende begravet i små dele, ikke erstattet)
- Itachi Uchiha (Død, ikke erstattet)
- Kisame Hoshigaki (Død, ikke erstattet)
- Kakuzu (Død, ikke erstattet)
- Konan (Død, ikke erstattet)
- Otobi (Akatsukis stifter)
- Orochimaru (Forladt og tog ringen med sig)
- Pain (Akatsukis leder og medstifter [11]; død, ikke erstattet)
- Sasori (Død, erstattet af Otobi)
- Zetsu

## Hold
Akatsukis hold er sat sammen af to, så deres evner tilsammen kan udrette mest muligt for organisationen.

### Liste over hold
Kakuzu & Hidan
- Senior: Kakuzu
- Mål: To-halede kat (forseglet), Ni-halede dæmon ræv (fejlet)

Et uroligt, men uden tvivl det mest effektive hold; de var tilsyneladende ustoppelige sammen, hvilket Shikamaru kommenterede og for at besejre dem skulle de splittes ad. Pain besluttede at sætte de to sammen pga. deres unikke evner. Hidan kunne ikke dø, da han er et succesfuldt Jashin eksperiment, selv efter han blev skåret over i små dele. Kakuzu kunne derfor gå helt amok og dræbe alt omkring sig, uden at skulle bekymre sig om Hidans helbred. De refererer til sig selv som den udødelige kombination, da de begge kan undgå døden. Kisame joker med navnet og siger i stedet "Zombie Kombi".
De er også de mest fjendtlige over for hinanden, da de har forskellige interesser; Kakuzu så Hidans ritualer og tro som spild af tid og Hidan så Kakuzus vilje til at gøre blasfemiske ting og hans grådighed som utilgivelige, ikke mindst at nævne, at Kakuzus job som bounty hunter gik Hidan på nerverne. Som resultat af deres sideaktiviteter med at hente eftersøgte folk og udfører ritualer var deres hold altid sent med at få udført deres virkelige job.

Pain & Konan
- Senior: Pain
- Mål: Ni-halede dæmon ræv (fejlet)

Et hold der fungerede særdeles fint, som ses gennem Konans loyalitet til Pain. Som leder af Akatsuki, giver Pain resten af organisationen deres respektive mål; Han mest direkte kontakt med de andre var gennem en illusion, hvor kun øjnene havde en synlig farve – resten af kroppen var sort. Ud over det var Pain leder af Amegakure og han brugte byen som et slags hovedkvarter for Akatsuki, mens Konan blev ansigtet udad til.

Orochimaru & Sasori
Sasori påstod, at han og Orochimaru arbejdede godt sammen mens de var partnere. men da Orochimaru flygtede fra Akatsuki efter sit mislykkedes forsøg på, at stjæle Itachi's krop, fik Sasori et had over for sin tidligere partner.

Sasori & Deidara
- Senior: Sasori
- Mål: Et-halede Shukaku (Deidara, forseglet), Ni-halede ræve dæmon (fejlet)

De to kunstnere i Akatsuki, Sasori og Deidara arbejde godt sammen, på trods af deres konflikter om, hvad god kunst var. Sasori mente, at al kunst skulle holdes permanent, så som sine dukker, mens Deidara mente kunst skulle være øjeblikkeligt, og væk for altid, som med sit eksploderende ler. Ironisk nok ville Sasori have tingene ordnet med det samme og hurtigt, men Deidara gerne ville trække tingene lidt ud. Sasori havde også et netværk af spioner som han manipulerede med Mind Control til hjælp i Akatsuki. Deidara var tidligere en bombe-terrorist man kunne hyre, men blev rekrutteret af Itachi.

Deidara & Tobi
- Senior: Deidara
- Mål: Tre-halede skildpadde (Tobi, forseglet)

Lavet efter Sasoris død – Tobi var introduceret som erstatning. Selvom Tobis måde at tiltale Deidara var "Senpai", irriterede den alt for barnlige attitude Deidara til det ubeskrivelige. Dog blev deres arbejde alligevel gjort godt, som da Tobi placerer en masse af Deidaras bomber i kampen mod Sasuke. 

Itachi Uchiha & Kisame Hoshigaki
- Senior: Itachi
- Mål: Ni-halede dæmon ræv (Itachi, fejlet), Fire-halede Abe (Kisame, forseglet), Otte-halede Gigant Okse (Kisame, fejlet)

Et velfungerende og effektivt hold. Af alle de missioner, som de fik fra Pain, var det kun den Ni-halede dæmon ræv der skabte problemer. Itachi var ganske vist dobbeltagent, men han fejlede denne mission med vilje. I modsætning til de andre Akatsuki hold, kom Itachi og Kisame rimeligt godt overens.; Kisame gjorde hvad Itachi sagde uden at spørge og de gik stille frem, når de ikke var i kamp. I kamp mod Killer Bee, fejler Kisame at fange den Otte-halede Gigant Okse, hvilket fører til hans død. Før dette var Kisame dog i stand til at fange den Fire-halede dæmon.

Zetsu
- Funktion: Spion

Er teknisk set ikke et hold, men da Zetsu har to personligheder, er der altid to meninger om en sag, da hver side af har sin egen personlighed – mest om, hvilken kamp de skal se. De to sider kan også dele sig i to, så hver side arbejder selvstændigt i to kroppe.
Taka
- Senior: Sasuke Uchiha
- Medlemmer: Suigetsu Hozuki, Karin, Jugo
- Mål: Otte-halede Gigant Okse (fejlet)

Da Akatsukis medlemmer reduceres til 5 rekrutterer Madara Taka, som også vil ødelægge Konoha. For at gennemføre sit mål, skal Taka finde den Otte-halede Gigant Okse, men Pain vil fange den Ni-halede dæmon ræv. Teknisk set er Taka ikke fuldgyldige medlemmer, da de ikke er ringene. Men de ses bære Akatsuki kapper, hvilket signalerer deres medlemskab.